# 板贵乡
板贵乡，是中华人民共和国贵州省安顺市关岭布依族苗族自治县一个已撤销的乡级行政区，2015年9月29日，贵州省人民政府批复同意关岭自治县部分乡镇行政区划调整，撤销板贵乡，将其所辖行政区域划归花江镇。